# Лу, Алекса
Алекса Лу (род. 6 октября 1972 года, Ванкувер, Британская Колумбия, Канада) — канадская сноубордистка, участница олимпийских игр 2006, 2010 годов. Призёр этапов кубка мира по сноуборду.

## Биография
Дядя Алексы Лу, Тед Хант, канадский прыгун с трамплина, впоследствии играл в клубе лиги по канадскому футболу; тётя, Хелен Стюарт Хант — пловчиха, в своё время была рекордсменкой Канады. Алекса Лу выступает волонтёром в различных спортивных организациях Канады.

## Спортивная карьера
С 1996 года Алекса Лу выступает за национальную команду. Первый подиум кубка мира покорился ей в сезоне 2005—2006 годов, когда она стала бронзовым призёром в параллельном гигантском слаломе в Кронплатце (Италия). Следующего подиума, бронзы в данном виде, она достигла в сезоне 2008—2009 годов в Сандей-Ривер (США), а в следующем сезоне серебро в Kreischberg (Австрия). Алекса Лу является неоднократным победителем и призёром этапов северо-американского и европейского кубков, четыре раза становилась призёром национального чемпионата, в 2002 году на чемпионате Канады победила в гигантском слаломе.
Алекса Лу шесть раз принимала участие в чемпионатах мира по сноуборду. В 1999 году была 31-й в параллельном слаломе, 33-й в параллельном гигантском слаломе и 46-й в гигантском слаломе, в 2001 году — 26-й, 42-й и 44-й, соответственно. В 2003 году спортсменка стала 13-й в параллельном гигантском слаломе и 34-й в параллельном слаломе, в 2005 году — 20-й и 34-й, в 2007 году — 30-й и 31-й, в 2009 году — 12-й и 8-й, соответственно, показав свой лучший результат. На олимпийских играх Алекса Лу дебютировала в 2006 году, став 20-й в параллельном гигантском слаломе, на домашней олимпиаде в 2010 году она стала 12-й.